# شركة ليانا تكنولوجيز
شركة ليانا تكنولوجيز (بالإنجليزية:  Liana Technologies)‏ هي شركة برمجيات فنلندية تقدم حلول في مجالي التسويق وتجارة إلكترونية . ليانا تكنولوجيز هو الاسم الدولي لشركة كوديفيداكو (koodiviidakko) والتي تعني بالفنلندية غابة الأكواد البرمجية.

## تاريخ
تأسست شركة ليانا تكنولوجيز في الفاتح من ينايرسنة 2004 من طرف مجموعة من محترفي التسويق الإلكتروني. من أجل الحصول على رأس مال كافي لتطوير المنتجات، بدأت الشركة في إنجاز مشاريع العملاء. تم إنتاج أول منتج ليانا تكنولوجيز، LianaCMS، في سنة 2005 وهو عبارة عن برنامج إدارة المحتوى. بعد ذلك، قامت الشركة بإصدار برنامج LianaMailer للتسويق عبر البريد الإلكتروني.

## منتجات
- LianaMailer : هو برنامج لانشاء وإدارة الحملات التسويقية عبر البريد الإلكتروني.
- LianaCommerce : هي منصة إلكترونية لانشاء وإدارة المتاجر الإلكترونية
- LianaCMS : هو نظام إدارة المحتوى للمواقع الإلكترونية
- LianaCEM : هو نظام أتمتة التسويق عبر البريد الإلكتروني

## جوائز
صنفت في قائمة الشركات الأسرع نموا من طرف دتلويت 2010، 2011، 2012 
حصل الرئيس التنفيذي للشركة السيد سمولي تورساس على جائزة أفضل ريادي لسنة 2012 